# Pellin-Scheinbuche

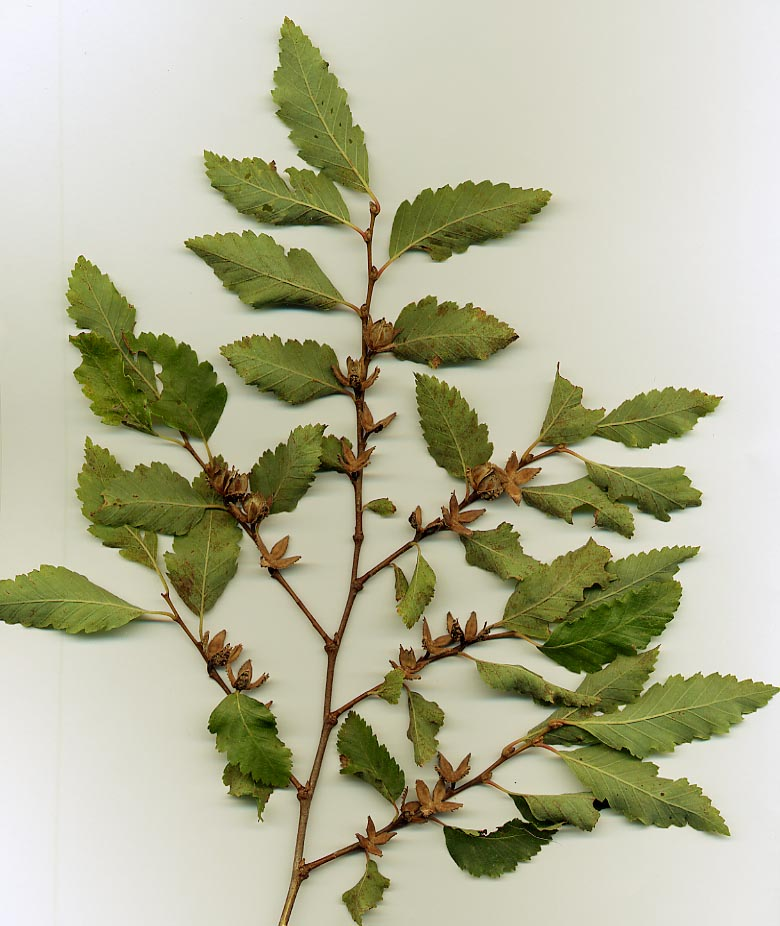
Zweig mit Blättern und Fruchtbechern

Die Pellin-Scheinbuche (Nothofagus obliqua (Mirb.) Oerst., Syn.: Fagus obliqua Mirb.), auch Anden-Scheinbuche genannt, ist eine Pflanzenart in der Gattung der Scheinbuchen (Nothofagus), der einzigen Gattung in der Familie der Scheinbuchengewächse (Nothofagaceae) innerhalb der Ordnung der Buchenartigen (Fagales). Die Bezeichnung Robelbuche ist als irreführend zu vermeiden, da die Art im Gegensatz zu früher heute nicht mehr der Gattung der Buchen (Fagus) zugeordnet wird.

## Beschreibung
Die Pellin-Scheinbuche ist ein sommergrüner Laubbaum, der Wuchshöhen von bis zu etwa 30 (selten 40) Meter und Stammdurchmesser von 2 Meter erreicht. Die Rinde des Stammes ist hellgrau und am jungen Baum glatt, später breit gefurcht mit schwarzen Rissen, im Alter mit breiten gelbbraunen Rissen und in kantigen Feldern abspringend. Die Baumkrone ist kegelförmig und schlank, im Alter mit bogig überhängenden Zweigen. Die Knospen sind braun und etwa 5 Millimeter lang. Die wechselständig und zweireihig an den Zweigen angeordneten Laubblätter sind einfach, eilänglich und 5 bis 8 cm lang. Der Blattrand ist scharf und unregelmäßig gezähnt. Der Blattstiel ist 5 mm lang. Die Herbstfärbung ist gelb und karminrot.
Diese Bäume sind einhäusig getrenntgeschlechtig (monözisch). Die männlichen Blüten sitzen einzeln in den Blattachseln und enthalten 30 bis 40 Staubblätter. Die weiblichen Blüten stehen zu dritt zusammen. In den Fruchtbechern (Cupulae) stehen drei Nussfrüchte zusammen.
Die Chromosomenzahl beträgt 2n = 26.

## Verbreitung und Standort
Die Pellin-Scheinbuche ist in Argentinien und Chile beheimatet und wächst vor allem im Übergang zwischen feuchten Subtropen und gemäßigtem Klima. Die Südgrenze der Areale liegt etwa bei 41° südlicher Breite.
Die Pellin-Scheinbuche bevorzugt nährstoffreiche Böden und Niederschläge von mehr als 1500 mm im Jahr.
Der Baum ist in Mitteleuropa bedingt winterhart und ungewöhnlich starkwüchsig; er wird deshalb im forstlichen Versuchsanbau auch in Deutschland gepflanzt.
Das größte Exemplar in Deutschland, 1961 gepflanzt, befindet sich im Arboretum Sequoiafarm Kaldenkirchen.

## Nutzung
Das Holz der Pellin-Scheinbuche ist hart, haltbar und von hoher spezifischer Dichte. Es wird für Möbel und im Schiffbau verwendet, liefert aber auch ein sehr gutes Brennholz.

## Systematik
Die Art wurde 1827 vom französischen Botaniker Charles François Brisseau de Mirbel unter dem Taxon Fagus obliqua beschrieben und in die Gattung der Buchen (Fagus) eingegliedert. Der dänische Botaniker Anders Sandøe Ørsted verschob die Art unter dem heute gültigen Taxon Nothofagus obliqua in die Gattung der Scheinbuchen (Nothofagus).
Es werden folgende Varietäten unterschieden:
- Nothofagus obliqua var. macrocarpa (A.DC.) Reiche: Die Heimat dieser Varietät liegt zwischen der Provinz Valparaíso und Rancagua, besonders südöstlich von Santiago de Chile, aber nicht in Argentinien.
- Nothofagus obliqua (Mirb.) Oerst. var. obliqua: Die Nominatform wächst in Chile besonders von der Provinz Colchagua etwa 50 km südlich von Santiago bis in die Region Los Lagos in der Gegend um den Llanquihue-See sowie jenseits der Anden in den angrenzenden Gebieten in Argentinien.